# Сандра Мартинович
Сандра Мартинович (нар. 4 жовтня 1979) — колишня боснійська тенісистка.
Найвищу одиночну позицію світового рейтингу — 187 місце досягла 28 липня 2008, парну — 199 місце — 28 квітня 2008 року.
Здобула 13 одиночних та 11 парних титулів туру ITF.
Завершила кар'єру 2012 року.

## Фінали ITF
| Легенда          |
| ---------------- |
| турніри $100,000 |
| турніри $75,000  |
| турніри $50,000  |
| турніри $25,000  |
| турніри $10,000  |

### Одиночний розряд: 17 (13–4)
| Результат | Ранг | Дата              | Турнір                            | Покриття | Суперниця             | Рахунок       |
| --------- | ---- | ----------------- | --------------------------------- | -------- | --------------------- | ------------- |
| Поразка   | 1.   | 1 листопада 1999  | ITF Аїн Сохна, Єгипет             | Ґрунт    | Бахія Мухтассен       | 6–1, 4–6, 0–6 |
| Поразка   | 2.   | 25 Сер 2003       | ITF Алфен-ан-ден-Рейн, Нідерланди | Ґрунт    | Тессі ван де Вен      | 3–6, 5–7      |
| Поразка   | 3.   | 19 квітня 2004    | ITF Хвар, Хорватія                | Ґрунт    | Тереза Веверкова      | 4–6, 3–6      |
| Перемога  | 1.   | 28 червня 2004    | Гергюговард, Нідерланди           | Ґрунт    | Александра Срндович   | 6–2, 6–1      |
| Перемога  | 2.   | 28 червня 2005    | Падуя, Італія                     | Ґрунт    | Аньєзе Цуккіні        | 6–4, 6–2      |
| Перемога  | 3.   | 27 вересня 2005   | Беневенто, Італія                 | Тверде   | Анна Коженяк          | 6–4, 6–1      |
| Поразка   | 4.   | 15 листопада 2005 | Майорка, Іспанія                  | Ґрунт    | Юлія Парасюк          | 7–6, 4–6, 0–6 |
| Перемога  | 4.   | 12 червня 2006    | Ленцергайде, Швейцарія            | Ґрунт    | Штефанія Боффа        | 6–4, 6–3      |
| Перемога  | 5.   | 20 червня 2006    | Давос, Швейцарія                  | Ґрунт    | Татьяна Марія         | 1–6, 6–4, 6–2 |
| Перемога  | 6.   | 11 липня 2006     | Гархінг, Німеччина                | Ґрунт    | Анастасія Севастова   | 6–7, 6–3, 6–2 |
| Перемога  | 7.   | 24 липня 2006     | ITF Горб, Німеччина               | Ґрунт    | Лідія Штайнбах        | 3–6, 6–1, 6–4 |
| Перемога  | 8.   | 28 серпня 2006    | ITF Відень, Австрія               | Ґрунт    | Ленка Вєнерова        | w/o           |
| Перемога  | 9.   | 8 жовтня 2007     | ITF Реджо-Калабрія, Італія        | Ґрунт    | Марта Марреро         | 4–6, 7–5, 6–4 |
| Перемога  | 10.  | 22 червня 2009    | ITF Давос, Швейцарія              | Ґрунт    | Анна-Джулія Ремондіна | 6–1, 6–3      |
| Перемога  | 11.  | 17 серпня 2009    | ITF Вальштедт, Німеччина          | Ґрунт    | Зара Гронерт          | 2–6, 6–1, 6–4 |
| Перемога  | 12.  | 8 жовтня 2007     | ITF Чіампіно, Італія              | Ґрунт    | Федеріка Кверча       | 6–4, 6–2      |
| Перемога  | 13.  | 22 серпня 2011    | ITF Енсхеде, Нідерланди           | Ґрунт    | Леслі Керкгове        | 2–6, 6–4, 6–4 |

### Парний розряд: 21 (11–10)
| Результат | Ранг | Дата            | Турнір                            | Покриття   | Партнерка                  | Суперниці                                     | Рахунок             |
| --------- | ---- | --------------- | --------------------------------- | ---------- | -------------------------- | --------------------------------------------- | ------------------- |
| Перемога  | 1.   | 4 серпня 1997   | ITF Періге, Франція               | Ґрунт      | Роса Марія Андрес Родрігес | Жеральдін Бім Вікторія Курм                   | 6–4, 6–3            |
| Поразка   | 1.   | 19 квітня 2004  | ITF Хвар, Хорватія                | Ґрунт      | Даніела Кікс               | Тереза Веверкова Зузана Черна                 | 6–4, 4–6, 6–7       |
| Поразка   | 2.   | 20 червня 2005  | ITF Давос, Швейцарія              | Ґрунт      | Петра Цетковська           | Зузана Гейдова Андреа Петкович                | 3–6, 2–6            |
| Поразка   | 3.   | 2 серпня 2005   | Бад-Заульгау, Німеччина           | Ґрунт      | Дарія Юрак                 | Іванна Ісраїлова Олена Чалова                 | 4–6, 6–4, 4–6       |
| Перемога  | 2.   | 28 серпня 2006  | Відень, Австрія                   | Ґрунт      | Мартіна Бабакова           | Франціска Клоц Марлена Мецінґер               | 6–2, 6–0            |
| Поразка   | 4.   | 14 лютого 2007  | Біберах-на-Рісі, Німеччина        | Тверде (i) | Дарія Юрак                 | Ніна Братчикова Уршуля Радванська             | 2–6, 0–6            |
| Перемога  | 3.   | 7 травня 2007   | Варшава, Польща                   | Ґрунт      | Йосипа Бек                 | Кароліна Косіньська Аріна Родіонова           | 6–3, 2–6, 6–3       |
| Перемога  | 4.   | 14 липня 2007   | Торунь, Польща                    | Ґрунт      | Штефані Феґеле             | Магдалена Кіщиньська Наталія Колат            | 2–6, 6–4, 6–3       |
| Поразка   | 5.   | 6 серпня 2007   | Гехінген (Цоллернальб), Німеччина | Ґрунт      | Дарія Юрак                 | Міхаела Паштікова Катрін Верле-Шеллер         | 6–4, 6–4            |
| Перемога  | 5.   | 24 вересня 2007 | Подгориця, Чорногорія             | Ґрунт      | Даниця Крстаїч             | Івана Абрамович Марія Абрамович               | 6–1, 6–2            |
| Поразка   | 6.   | 8 жовтня 2007   | Реджо-Калабрія, Італія            | Ґрунт      | Штефані Гайднер            | Марта Марреро Марія Хосе Мартінес Санчес      | 1–6, 2–6            |
| Поразка   | 7.   | 24 березня 2008 | Латина, Італія                    | Ґрунт      | Катрін Верле-Scheller      | Еліза Бальзамо Валентіна Сульпіціо            | 6–0, 6–7(6), [7–10] |
| Перемога  | 6.   | 22 вересня 2008 | Подгориця, Чорногорія             | Ґрунт      | Неда Козич                 | Еріка Краут Ганна Ноні                        | 7–6, 6–2            |
| Перемога  | 7.   | 27 жовтня 2008  | Стамбул, Туреччина                | Тверде (i) | Мелані Клаффнер            | Чагла Бююкакчай Пемра Озген                   | 6–4, 6–7(5), [10–6] |
| Перемога  | 8.   | 2 березня 2009  | Бухен, Німеччина                  | Килим (i)  | Роміна Опранді             | Катерина Херт Анастасія Полторацька           | 5–7, 7–5, [10–8]    |
| Перемога  | 9.   | 28 вересня 2009 | Чіампіно, Італія                  | Ґрунт      | Марина Шамайко             | Стефанія К'єппа Валентіна Сульпіціо           | 7–6, 6–4            |
| Поразка   | 8.   | 8 лютого 2010   | Валі-ду-Лобу, Португалія          | Тверде     | Ліза Сабіно                | Джулія Майр Евеліна Майр                      | 2–6, 1–6            |
| Перемога  | 10.  | 30 липня 2011   | Бад-Вальтерсдорф, Австрія         | Ґрунт      | Катержина Ванькова         | Пія Кеніг Ївонна Нойвірт                      | 6–3, 3–6, [10–8]    |
| Поразка   | 9.   | 1 серпня 2011   | ITF Відень, Австрія               | Ґрунт      | Яніна Тольян               | Сімона Добра Луціє Кріґсманнова               | 4–6, 1–6            |
| Поразка   | 10.  | 12 березня 2012 | ITF Мадрид, Іспанія               | Ґрунт      | Яна Орлова                 | Пілар Домінгес-Лопес Ісабель Рапісарда-Кальво | 6–7, 6–2, [8–10]    |
| Перемога  | 11.  | 19 березня 2012 | ITF Мадрид, Іспанія               | Ґрунт      | Яна Орлова                 | Клелія Мелена Джулія Суссарелло               | 6–3, 6–3            |